# Kruna (sang)
"Kruna" (dansk: Krone) er en sang, indspillet af den serbiske sanger Nevena Božović. Den blev udgivet til digital download som en single den 11. februar 2019. Božović skrev teksterne og komponerede musikken. "Kruna" vil repræsentere Serbien i Eurovision Song Contest 2019 i Tel Aviv, Israel efter at have vundet udvælgelsesshowet Beovizija i marts 2019.